# トタティチェ
トタティチェはメキシコのハリスコ州の北の地域の自治体である。
面積542.98km2。2000 年の人口は5,089 人だった。
クリストバル・マガヤネス・ハラ聖者はこの町で生まれた。